# پنج گور تا قاهره
پنج گور تا قاهره (انگلیسی: Five Graves to Cairo) فیلمی جنگی به کارگردانی بیلی وایلدر است که در سال ۱۹۴۳ منتشر شد.

## بازیگران
- فرانکوت تون
- آن بکستر
- آکیم تامیروف
- اریش فن اشتروهم
- پیتر فن ایک
- فورتونیو بونانووا
- ایان کیت
- میلز ماندر